# Berengário I
Berengário I da Itália ou Berengário do Friul (Cividale del Friuli, 845 – Verona, 7 de abril de 924) foi Marquês do Friul de 874 até 924, Rei da Itália de 888 a 924 e Imperador dos Romanos entre 915 e 924. 
Foi um dos principais protagonistas do período da anarquia feudal, quando os mais importantes senhores feudais da península Itálica lutaram pelo controle dos territórios do Império Carolíngio da Itália.
Era neto de Luís I, o Piedoso, pelo lado de Gisela, sua mãe. 
Na Páscoa (24 de março) de 916 em Roma, foi coroado "Imperador dos Romanos", pelo papa João X, com a chamada "Coroa de Ferro".
Foi vencido em Placência por seu rival, Rodolfo II de Borgonha, e morreu assassinado. Com sua morte, o título de imperador não teve sucessores por muito tempo, até a coroação de Otão I, em 962.
Sua filha, Gisela do Friul, casa-se com Adalberto I de Ivrea, marquês de Ivrea. Dessa união, nasceu Berengário II (? – 966), que se tornou rei dos Lombardos em 950 e foi o ancestral dos condes palatinos da Borgonha.

## Relações familiares
Foi filho de Everardo de Friul (c. 820 – 16 de dezembro de 866) e de Gisela de França (821 – 1 de julho de 874) filha de Luís I, o Piedoso e de Judite da Baviera. 
Casou com Berta de Espoleto (860 – dezembro de 915), filha de Supo II de Espoleto (outubro de 835 – outubro de 855) e de Berta de Placência, de quem teve:
1. Gisela de Friul (976 – 23 de janeiro de 913) casou com Adalberto I de de Ivrea (c. 870 – 923/924),
2. Berta de Friul

Território de Berengário I em 898
Território de Berengário I em 915